# Laird Koenig
Laird Philip Koenig (24 de septiembre de 1927 – 30 de junio de 2023) fue un escritor y guionista estadounidense. Su obra más conocida fue La niña que vive al final del camino , una novela publicada en 1974 (Impedimenta, 2023).  La novela fue adaptada a la película de 1976 del mismo nombre, protagonizada por Jodie Foster . También escribió una obra de teatro basada en su novela.
Koenig murió por causas naturales en Santa Bárbara, California, el 30 de junio de 2023, a la edad de 95 años.  

## Novelas
- Los niños están mirando (con Peter L. Dixon), 1970 (Impedimenta, 2024. Traducción de Alicia Frieyro). Adaptada al cine bajo el título Un intruso en el juego, 1978, dir. Serge Leroy.
- La niña que vive al final del camino, 1974 (Impedimenta, 2023. Traducción de Jon Bilbao). Adaptada al cine bajo el título La muchacha del sendero, 1976, dir. Nicolas Gessner.
- Islands, 1980.
- The Neighbor, 1978. Adaptada al cine bajo el título Matándole suavemente, 1982, dir. Max Fischer.
- The Disciple, 1983.
- Rockabye 1981.  Adaptada a la televisión bajo el título Quiero a mi hijo, 1986, dir. Richard Michaels.
- The Sea Wife, 1986.
- Rising Sun, 1986.
- Morning Sun : The Story of Madam Butterfly's Boy, 2012.

## Obras de teatro
- Las Docenas . Servicio de representación de dramaturgos, Nueva York, 1969
- La niña que vive al final del camino . Dramatist's Play Service, Nueva York 1997,ISBN 0-8222-1571-3

## Guiones de cine
- The Cat (con William Redlin), 1966
- Flipper (serie de televisión), episodios, 1966-1967
- El gran Chaparral (serie de televisión), episodios, 1970
- Sol rojo [con Dene Bart Petitclerc, William Roberts, Lawrence Roman], 1971
- La niña que vive al final del camino, 1976 (basada en su propia novela)
- Bloodline, 1979 (basada en la novela de Sidney Sheldon )
- Inchon (con Robin Moore ), 1981 (según una historia de Moore y Paul Savage)
- Rockabye, 1986 (basado en su propia novela)
- Stillwatch (con David E. Peckinpah), 1987 (basada en la novela de Mary Higgins Clark )
- El cumplimiento de Mary Gray, 1989 (basado en la novela de LaVyrle Spencer )
- Tennessee Nights, 1989 (basada en la novela de Hans Werner Kettenbach )
- La dama contra todo pronóstico [con Bruce Murkoff], 1992 [de la novela de Rex Stout, La mano en el guante]

### Premios y nominaciones
| Otorgar                                         | Categoría                           | Obra nominada                        | Resultado | Referencias |
| ----------------------------------------------- | ----------------------------------- | ------------------------------------ | --------- | ----------- |
| 5º Premios Saturno                              | Premio Saturno a la mejor escritura | La niña que vive al final del camino | Nominado  |             |
| Tercera edición de los premios Golden Raspberry | Premio Razzie al peor guion         | Inchon                               | Ganador   |             |